# Mississippi River
Der Mississippi [ˌmɪsɪˈsɪpɪ] (engl.: Mississippi River) ist ein 3778 Kilometer langer Strom in den Vereinigten Staaten. Er entspringt dem Lake Itasca im nördlichen Minnesota und mündet rund 160 Kilometer südlich von New Orleans in den Golf von Mexiko.
Sein längster Nebenfluss Missouri ist bis zur Mündung deutlich länger, jedoch wesentlich wasserärmer als der Mississippi. Der Missouri River und der Unterlauf des Mississippi bilden als Mississippi-Missouri mit 6051 Kilometern Länge das viertlängste Flusssystem der Erde.
Der vom Wasservolumen her größte Nebenfluss des Mississippi, der Ohio River, übertrifft bei seiner Mündung den Hauptfluss deutlich. An dieser Stelle sind der Missouri und der Illinois River bereits in den Hauptstrom eingeflossen.
Auf seinem Weg durchquert der Mississippi nahezu das gesamte Staatsgebiet der USA von Nord nach Süd. Er fließt durch oder bildet die Grenze von zehn US-Bundesstaaten: Minnesota, Wisconsin, Iowa, Illinois, Missouri, Kentucky, Tennessee, Arkansas, Mississippi und Louisiana. Bei St. Louis vereinigt er sich mit dem Missouri sowie dem Meramec und bei Cairo, Illinois, mit dem Ohio. Bis auf das Gebiet um die Großen Seen entwässert der Fluss das gesamte Gebiet zwischen den Rocky Mountains im Westen und den Appalachen im Osten. Das Mississippidelta bei New Orleans bildet eines der größten Mündungsgebiete weltweit.

## Etymologie
Der Name Mississippi stammt vermutlich aus der Sprache der Algonkin. Er ist abgeleitet von dem alten Ojibwe-Wort „misi-ziibi“ für „großer Fluss“, oder auch „gichi-ziibi“ für „riesiger, gewaltiger, große Wassermengen führender Fluss“. Die häufig anzutreffende Übersetzung „Vater der Gewässer“ ist eher eine poetische als eine wortgetreue Übersetzung. Eine andere mögliche Herkunft wäre aus der Sprache der Anishinabe Messipi für „großer Fluss“. Umgangssprachlich wird der Mississippi in den USA oft „Old Man River“ genannt, auch in dem Lied Ol’ Man River aus dem Musical Show Boat aus dem Jahr 1927.

## Geographie

### Einzugsgebiet und Flusssystem

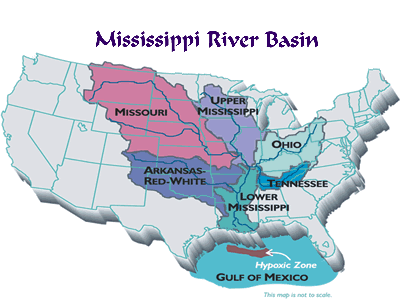
Einzugsgebiet des Mississippi

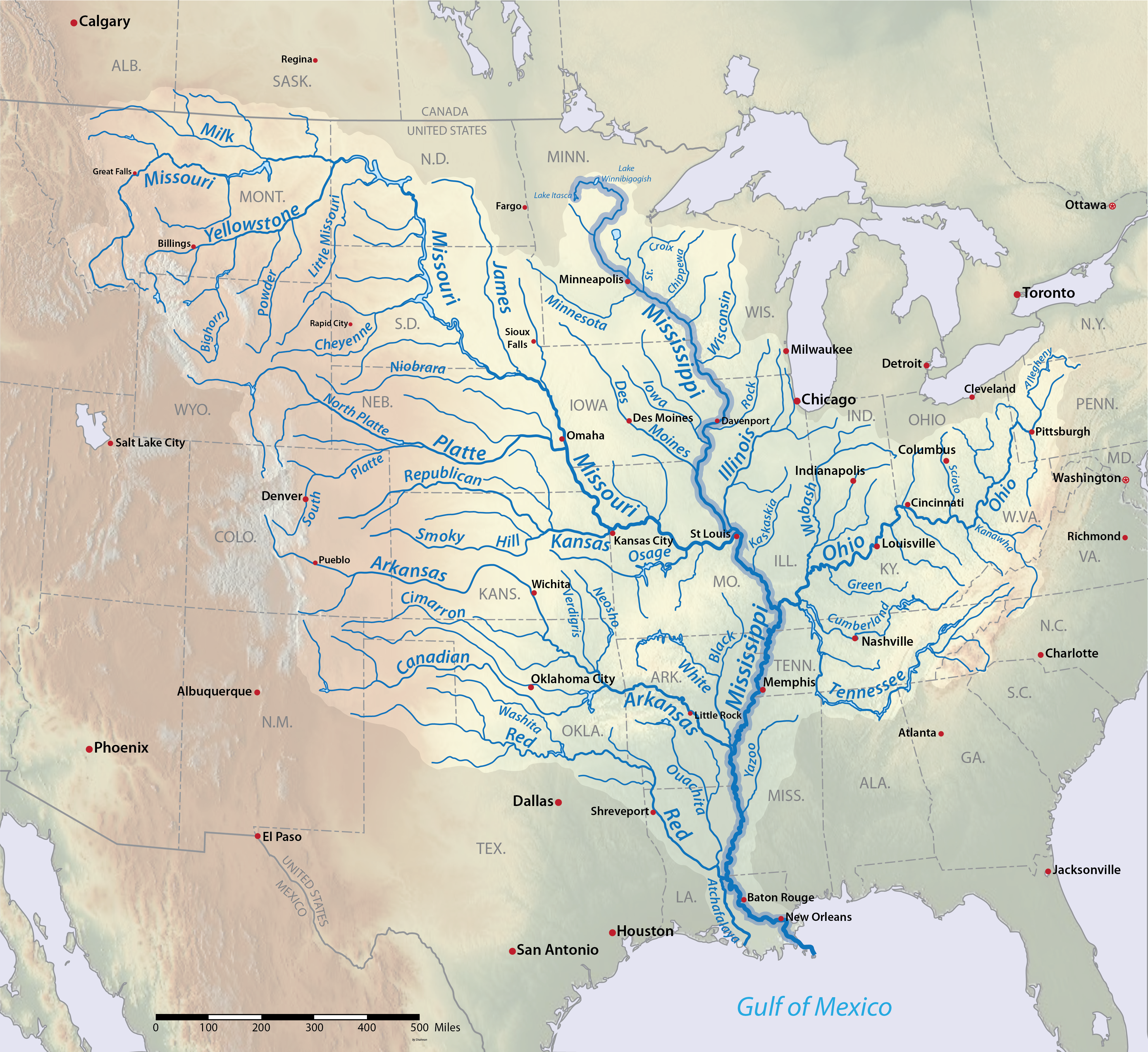
Detaillierte Karte der Nebenflüsse des Mississippi

Der Mississippi entwässert den größten Teil des zwischen den Randgebirgen im Osten (Appalachen) und im Westen (Rocky Mountains) gelegenen Teils der Vereinigten Staaten von Amerika in den Golf von Mexiko. Das Einzugsgebiet des Mississippi ist das viertgrößte der Welt. Es umfasst 3.220.000 Quadratkilometer und erstreckt sich über 31 Bundesstaaten der USA und zwei Provinzen Kanadas. Durch die überwiegende Lage im Westwindgürtel ist der im Lee der Hochgebirgsketten liegende westliche Teil überwiegend semiarid und der östliche Teil humid.
Der namentliche Hauptast des Stromsystems verläuft annähernd mittig in südlicher Richtung und entspringt westlich des Oberen Sees in Quellbächen, die den Itascasee speisen, der als Quelle des Mississippi gilt. Es spiegelt die hygrischen Unterschiede des Einzugsgebietes wider, dass der eigentliche Hauptast des Mississippi-Systems (bestimmt vom jeweils größeren zusammenfließenden Gewässer) in den niederschlagsreichen Appalachen entspringt, der längste Ast des Flusssystems dagegen in den Rocky Mountains.
Der hydrologische Hauptast wird gebildet durch den Fließweg Allegheny River – Ohio – Mississippi.
Der längste Fließweg folgt der Linie Red Rock River – Beaverhead River – Jefferson River – Missouri – Mississippi.
Die wichtigsten Nebenflüsse des Mississippi sind:

#### Linke Nebenflüsse
- St. Croix River
- Black River
- Wisconsin River
- Rock River
- Illinois River
- Kaskaskia River
- Ohio
- Hatchie River
- Yazoo River
- Big Black River

#### Rechte Nebenflüsse
- Minnesota River
- Root River
- Cannon River
- Turkey River
- Iowa River
- Des Moines River
- Skunk River
- Salt River
- Missouri
- Saint Francis River
- White River
- Arkansas
- Red River

### Abflussdaten
Am Zusammenfluss mit dem Missouri führt der Mississippi mit rund 2900 m³/s im Mittel etwas mehr Wasser als sein wesentlich längerer Nebenfluss, der rund 2200 m³/s einbringt. Der Obere Mississippi trifft danach mit einem mittleren Durchfluss von rund 5900 m³/s auf den Ohio, der mit rund 7950 m³/s mehr Wasser führt und hydrografisch den Hauptstrang des Flusssystems darstellt.
Die Angaben für die Mündung des Mississippi differieren deutlich, auch weil der rund 500 km oberhalb der Mündung abzweigende Flussarm Atchafalaya manchmal nicht eingerechnet wird. Hier zweigen bis zu 30 % des mittleren Abflusses vom Hauptstrom ab und nehmen kurz darauf den Red River auf, der mit einer Wasserführung von 1590 m³/s nur ein Nebenfluss des mit einem mittleren Abfluss von 4730 m³/s größeren Atchafalaya ist und damit auch ein Nebenfluss des Mississippi. Der zumeist angegebene, den Atchafalaya mit Red River einbeziehende Summenwert von rund 18 400 m³/s ist damit hydrografisch gerechtfertigt und charakterisiert das Flusssystem besser als der Durchfluss allein des Hauptstromes, für dessen Mündungsbereich Werte um 16 800 m³/s angegeben werden. Damit steht der Mississippi an siebter Stelle der ins Meer mündenden Ströme der Erde, wird allerdings auch noch übertroffen von drei Nebenflüssen des Amazonas.

### Flussabschnitte
Der Mississippi kann allgemein in seinen Oberlauf (Upper Mississippi River), von seiner Quelle bis zur Einmündung des Ohio, und in seinen Unterlauf (Lower Mississippi River), vom Ohio bis zu seiner Mündung in den Golf von Mexiko, gegliedert werden.

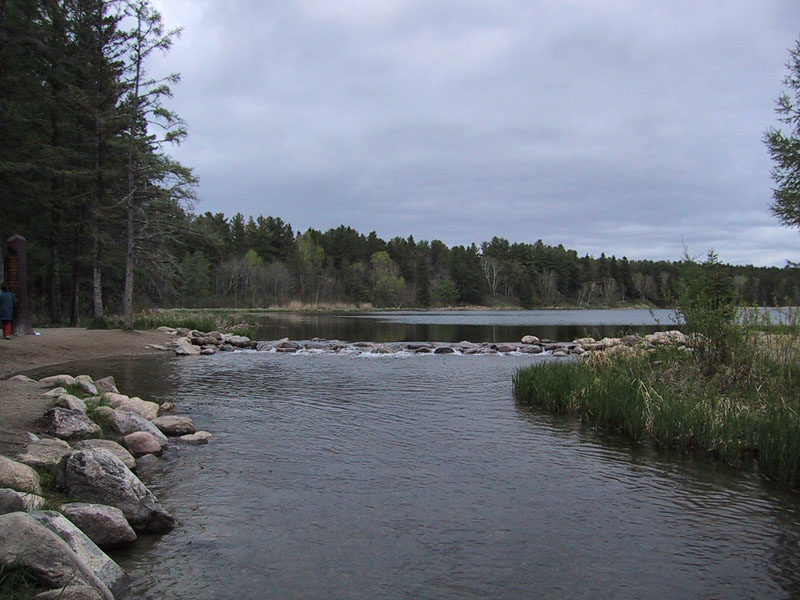
Quelle des Mississippi im Itasca Lake

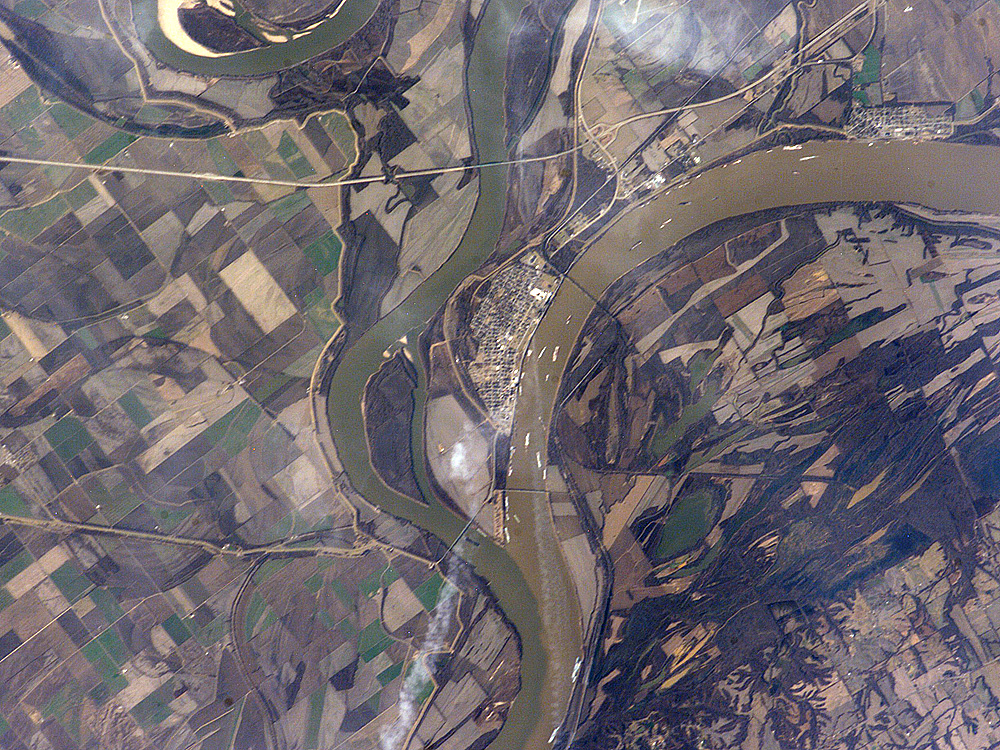
Mündung des Ohio in den Mississippi

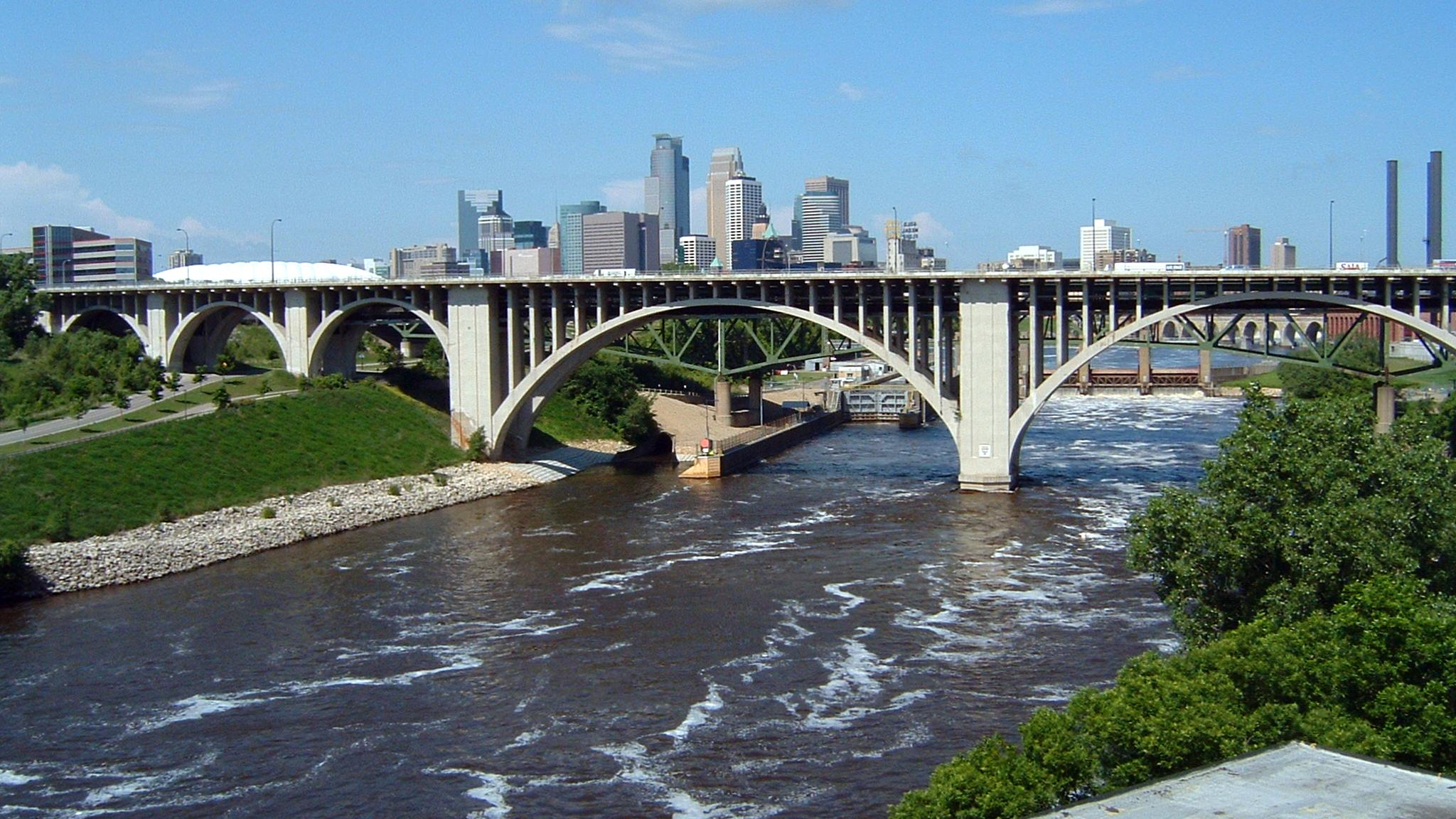
Mississippi in Minneapolis (2005)

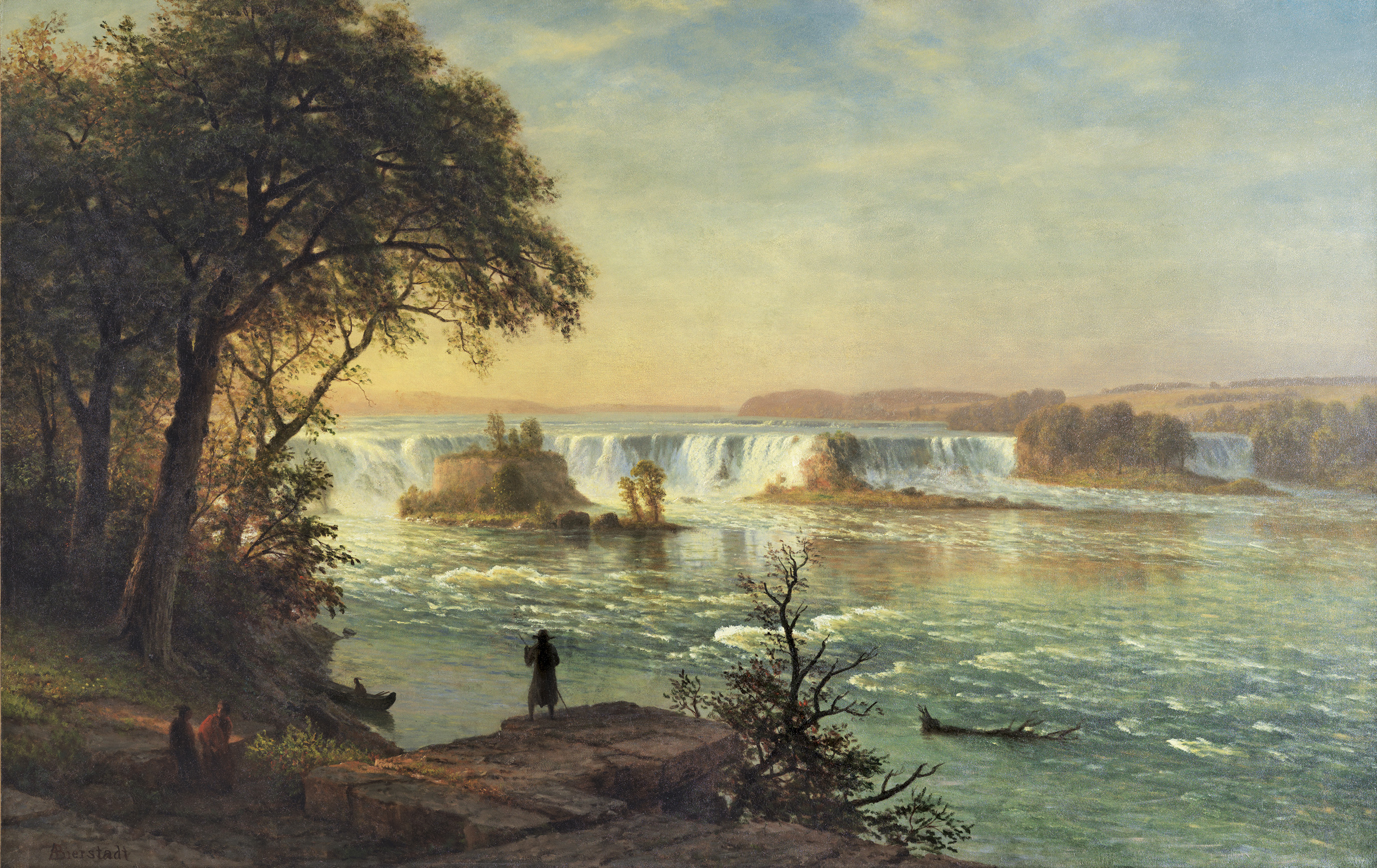
Saint-Anthony-Fälle Minneapolis um 1860

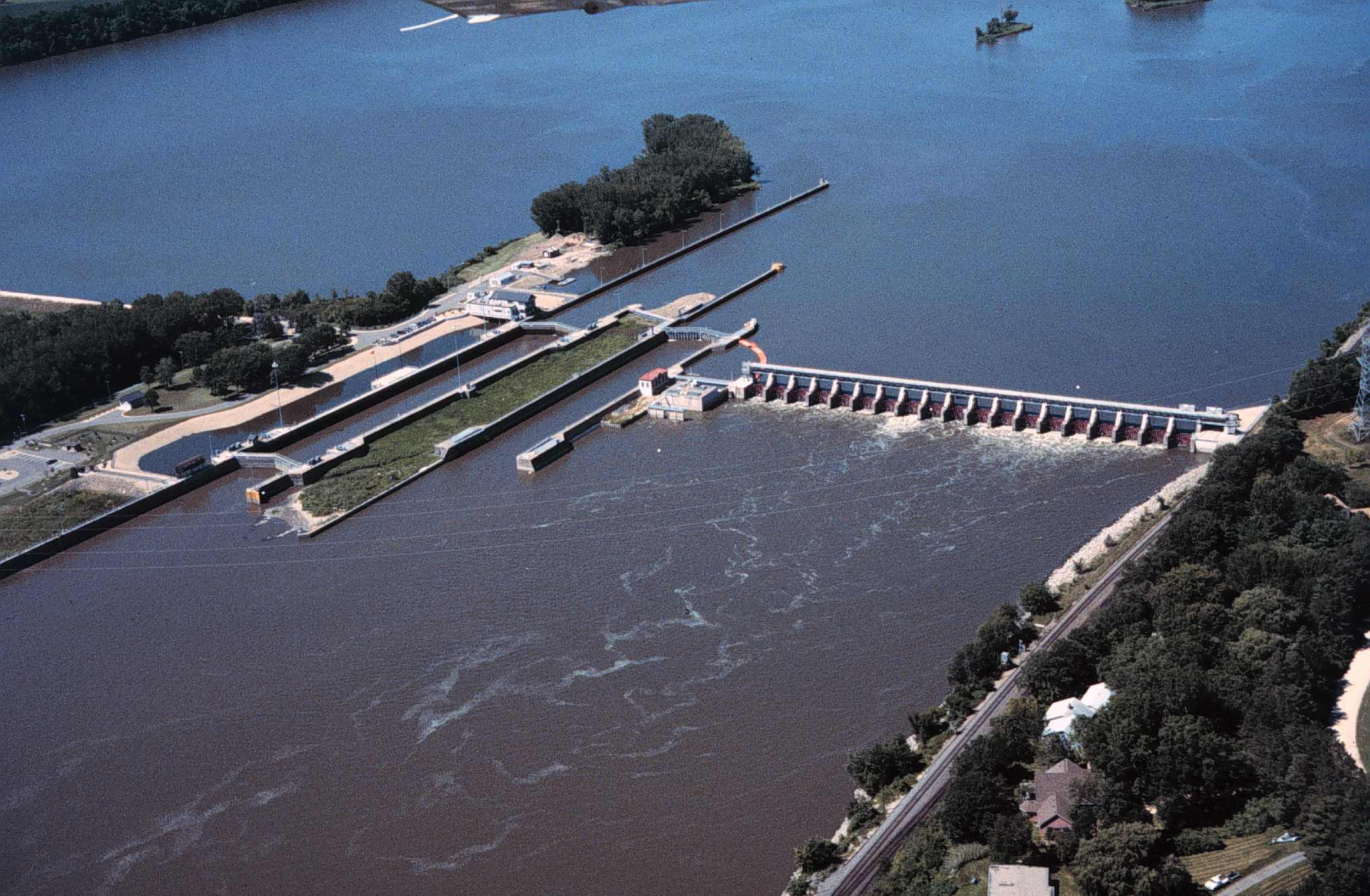
Mississippi Lock and Dam Nr. 2 bei Hastings, Minnesota

#### Oberlauf des Mississippi
Die Quelle des Mississippi liegt bei 47° 11' nördlicher Breite und 95° 14' westlicher Länge im Norden des US-Bundesstaates Minnesota im Itasca State Park. Der Itascasee sammelt in 450 Metern Höhe über dem Meeresspiegel mehrere Quellbäche, deren größter den nahen Elk Lake entwässert, und entlässt den Mississippi als fünf Meter breiten Bach. Die Quelle des größten Itascasee-Zuflusses in der Nähe des Little Elk Lake ein paar Kilometer südlich gilt als eigentlicher Ursprung des Mississippi.
Flussabwärts durchfließt der Mississippi stark mäandrierend die glazial geformte Seenplatte im Norden Minnesotas. Er durchquert dabei zahlreiche Seen, als größten den Lake Winnibigoshish. Unterhalb des Coon Rapids Damm bei Minneapolis ist der Mississippi schiffbar. Bis zu dessen Fertigstellung 1913 war der Fluss sogar bis St. Cloud mit Schiffen befahrbar.
Die Saint-Anthony-Fälle  in Minneapolis und ein paar kleinere Wasserfälle bei Little Falls in Minnesota waren die einzigen natürlichen Wasserfälle am Oberlauf des Mississippi. Heute prägt den Oberlauf zwischen Minneapolis und St. Louis eine Abfolge von 29 Damm- und Schleusenbauwerken, die bis in die 1940er Jahre errichtet wurden, und mit denen die Schifffahrt 123 Höhenmeter überwindet. Sie wurden errichtet, um den Transport von Massengütern aus dem Norden der USA an den Golf von Mexiko zu erleichtern. Die Dämme erlauben es zudem, die Durchflussmenge des Oberlaufs zu regulieren und damit auch die des Unterlaufs zu beeinflussen. Kritiker stellen den wirtschaftlichen Nutzen der Bauwerke in Frage und beklagen deren negative ökologische Auswirkungen. Die Damm- und Schleusenbauwerke werden vom United States Army Corps of Engineers instand gehalten.
Die teilweise seeartigen Stauhaltungen dienen heutzutage auch touristischen Zwecken. Entlang des Mississippi wurden im Grenzgebiet der Staaten Minnesota, Wisconsin und Iowa zwei Schutzgebiete ausgewiesen, die den Fluss und seine Umgebung als Lebensraum bewahren sollen, die Mississippi National River and Recreation Area sowie das Effigy Mounds National Monument. Die nährstoffreichen Steilhänge an beiden Ufern sind außerdem ein Weinanbaugebiet.
Nördlich von St. Louis vereinigt sich der Mississippi mit dem Missouri zu einem breiten Strom. Als größter, den Mississippi an Wasserführung sogar übertreffender Nebenfluss mündet schließlich bei Cairo der Ohio. Wichtigste Zuflüsse des Oberlaufs sind Minnesota River, Iowa River, Des Moines River, Illinois River, Missouri und Ohio.

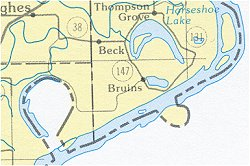
Abgeschnürte Altwasser des Mississippi

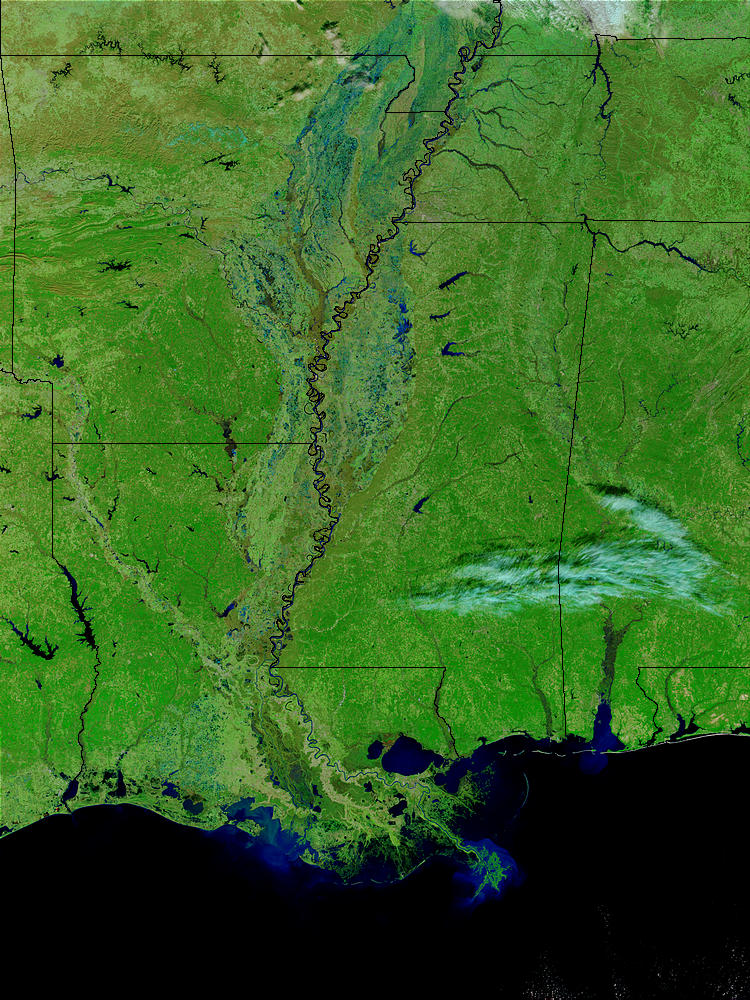
Satellitenaufnahme des unteren Mississippi (Falschfarben)

#### Unterlauf des Mississippi
Südlich der Einmündung des Ohio tritt der Mississippi in eine etwa 80 km breite Inlandsbucht ein. Aufgrund der niedrigen Reliefenergie und des geringen Höhenunterschiedes (96 m) von Cairo bis zur Mündung in den Golf von Mexiko bildet der Mississippi in seinem Unterlauf weite Mäander aus. Durch die dynamische Veränderung des Flussbettes über die Jahrhunderte sowie durch Maßnahmen der Flussbegradigung sind an beiden Flussufern durch abgetrennte Altwasser weitläufige Auenlandschaften entstanden.

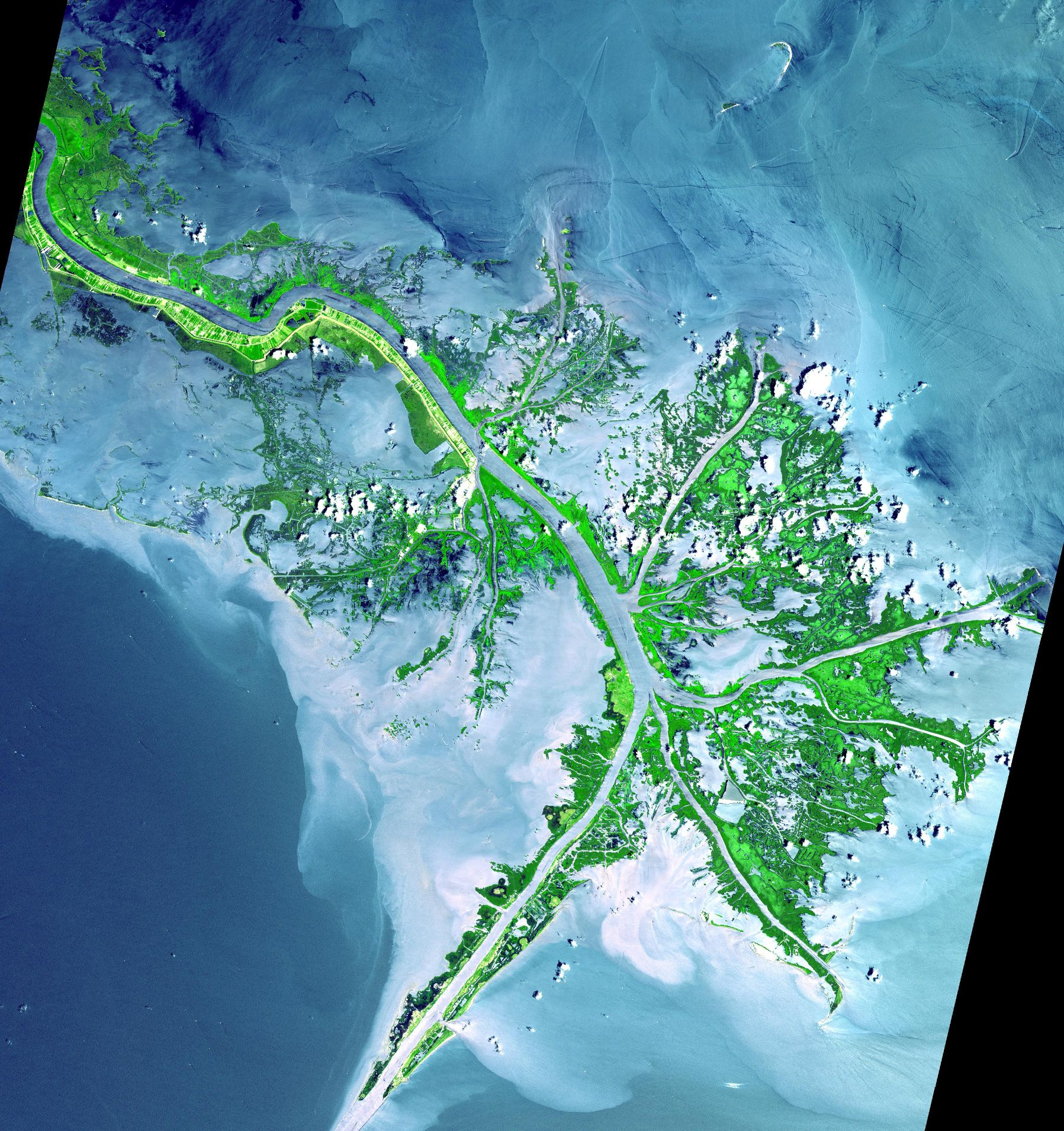
Mississippidelta aus dem Weltall

Da die Grenzen der US-Bundesstaaten in dieser Region auf einem historischen Verlauf des Flusses beruhen, hat die Verlagerung des Flussbettes zur Folge, dass der Mississippi heutzutage nicht mehr durchgehend eine natürliche Grenze zwischen verschiedenen Bundesstaaten darstellt. So gibt es im Bundesstaat Arkansas Exklaven auf dem linken Ufer, während Teile des rechten Ufers mittlerweile zu den Staaten Tennessee und Mississippi gehören.
Im Süden des Bundesstaates Louisiana mündet der Strom in einem weitläufigen Delta in den Golf von Mexiko. Der längste Mündungsarm ist der Atchafalaya River, der rund 500 km vor der Hauptmündung vom Mississippi abzweigt und selbst ein Delta ausbildet. Das United States Army Corps of Engineers begrenzt mit der Old River Control Structure die Wassermenge, die vom Hauptarm des Flusses in den Atchafalaya abfließen kann, auf rund 30 %, im Hochwasserfall auf knapp 50 %. Flussabwärts von New Orleans hat sich im Laufe der Zeit aufgrund der großen Sedimentfracht des Flusses und dem geringen Gezeitenhub des Golfs von Mexiko ein fingerförmiges, sogenanntes Vogelfußdelta geformt, welches fünf Hauptarme besitzt. Es ist mit 28.600 km² eines der größten Mündungsdeltas weltweit. Die Menge an angelieferter Flussfracht beträgt im Mississippi-Delta täglich 1 bis 1,5 Millionen Tonnen an Sediment. Das durch regelmäßige Überschwemmungen geschaffene flache Schwemmland ist sehr fruchtbar. Durch die Zufuhr an nährstoffreichem Süßwasser und das im Wechsel der Gezeiten einströmende salzige Ozeanwasser ergeben sich hohe Raten der Primärproduktion (Algen, Phytoplankton) und zunehmende Anteile organischen Bodenmaterials. Die hohe Artenvielfalt in den Gewässern begünstigt die Fischerei. Sie erbringt rund eine Million Tonnen Fisch pro Jahr und ist damit die bedeutendste in den USA. Hauptanbaufrüchte der Landwirtschaft sind Reis, Baumwolle, Zuckerrohr und Sojabohnen. Die zwei Hauptprobleme im Gebiet des Mississippi-Deltas sind der Verlust an Feuchtgebieten durch den Anstieg des Meeresspiegels und die Eutrophierung.
Im Delta wurden im letzten Jahrhundert zahlreiche wasserbauliche Maßnahmen durchgeführt, um die Schifffahrt zu den Raffinerie-Standorten in Louisiana zu erleichtern. Dazu zählen Begradigungen des Flusslaufs, die Errichtung von Deichen zum Hochwasserschutz, Vertiefungen der Fahrrinne durch das Abtragen von Sandbänken sowie die Anbindung des Flusses an das Kanalnetz des Intracoastal Waterway.
Wichtige Zuflüsse des Unterlaufs sind White River, Arkansas, Yazoo River und Red River. Die Region am Unterlauf des Flusses wird auch Lower Mississippi Delta Region genannt; sie erstreckt sich vom südlichen Illinois und Missouri beiderseits des Stromes bis zur Mündung und weist viele kulturelle und soziale Gemeinsamkeiten auf.

## Geschichte

### Prähistorische Zeit
Ursprünglich folgte der Mississippi dem Verlauf des heutigen Hennepin Canal von Rock Island nach Hennepin und anschließend dem heutigen Flussbett des Illinois River bis zu seiner Mündung bei Alton. Mit der vorletzten Kaltzeit (300.000 bis 132.000 Jahre vor heute) veränderte sich der Oberlauf des Mississippi grundlegend. Eine geschlossene Eisdecke beim heutigen Rock Island versperrte den einstigen Verlauf und verlagerte den Fluss nach Westen. Im Bereich des Mississippi-Deltas wechselte der Fluss in der Vergangenheit ca. alle tausend Jahre sein Bett und formte durch die mitgeführte Sedimentfracht die gesamte Küstenlinie von Louisiana. In den letzten 5000 Jahren verschob sich die Küste Louisianas um 25 bis 80 km in den Golf von Mexiko. Die Altarme des Flusses, welche weniger Wasser führen als der Hauptstrom, bildeten Sümpfe und Auenlandschaften aus, die heute als Bayous bekannt sind.

### Indianische Besiedlung
Das Tal des Mississippi wurde zuerst von verschiedenen indianischen Stämmen besiedelt. Von 700 bis um 1600 erstreckte sich am Mississippi die Mississippi-Hochkultur, die als einzige Gesellschaft im Amerika nördlich Mexikos befestigte Städte errichtete. Die wohl größte dieser Städte war Cahokia nahe dem heutigen St. Louis, das um das Jahr 1100 bis zu 20.000 Einwohner zählte. Zur Zeit der europäischen Kolonisation siedelten im Mississippital unter anderem die Cheyenne, Sioux, Ojibwe, Potawatomi, Ho-Chunk, Meskwaki, Kickapoo, Tamaroa, Quapaw und Chickasaw.

### Europäische Besiedlung

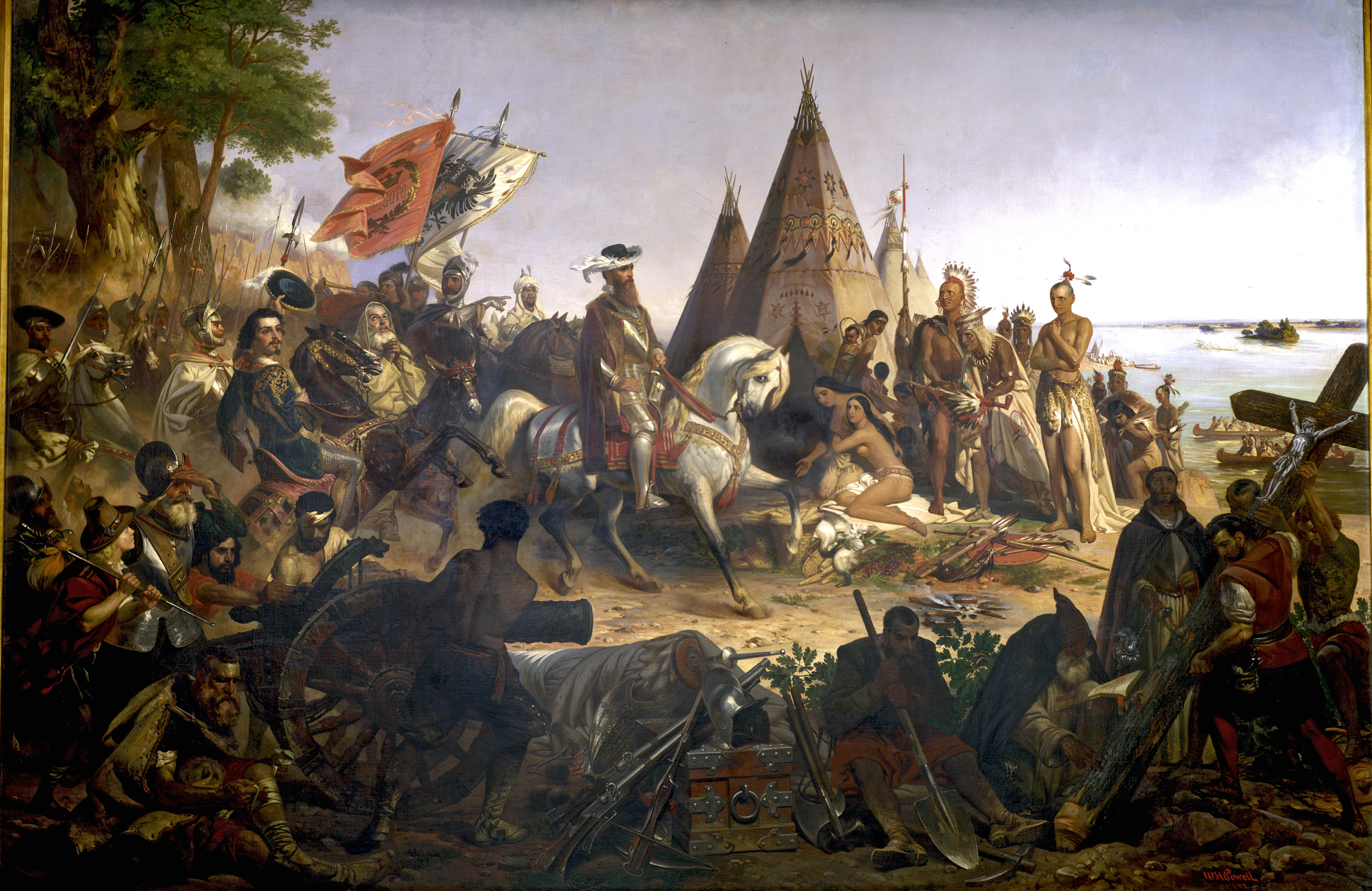
Discovery of the Mississippi by De Soto A.D. 1541 (1847–53) von William Henry Powell. Das Bild zeigt, wie Hernando de Soto als erster Europäer den Fluss entdeckt.

Der spanische Entdecker Hernando de Soto war am 8. Mai 1541 der erste Europäer, der den Fluss entdeckte. Er nannte ihn Rio de Espiritu Santo. 1673 brachen Louis Joliet und Jacques Marquette zu einer großen Expedition auf dem Mississippi auf. Als erster Europäer erreichte René-Robert Cavelier, Sieur de La Salle 1682 die Mündung des Flusses. Er nahm alle am Fluss liegenden Länder für Frankreich in Besitz und nannte das Gebiet zu Ehren des französischen Königs Ludwig XIV Louisiana. Als erste europäische Siedlung am Mississippi wurde zur Kontrolle der Flusseinfahrt 1699 das Fort La Balize gegründet.
Da die Auenlandschaften des Flusses Lebensraum für Pelztiere wie Biber boten, entwickelte sich das Mississippi-Tal rasch zu einem Zentrum des nordamerikanischen Pelzhandels. Der Fluss stellte dennoch lange Zeit eine Westgrenze des europäisch besiedelten Gebiets dar.
Im 18. Jahrhundert wechselten die Ufer des Flusses mehrfach ihren Besitzer. Zunächst waren sie als Kolonie Louisiana vollständig in französischer Hand. Mit der Niederlage Frankreichs im Siebenjährigen Krieg und dem Friedensvertrag von Paris 1763 wurde der Mississippi zu einer Grenze zwischen dem britischen und dem spanischen Königreich. Sein rechtes Ufer wurde Spanien und sein linkes Großbritannien zugesprochen. Das linke Ufer blieb bis 1783 im Besitz der Briten. Nach dem verlorenen Krieg gegen die Vereinigten Staaten musste England die Gebiete östlich des Mississippi an jene abtreten. Erst 1803 kam im Zuge des Louisiana Purchase auch das westliche Ufer des Flusses an die USA. Seitdem ist der Mississippi ein rein amerikanischer Fluss und stellt keine Grenze mehr zwischen verschiedenen souveränen Staaten dar.
Viele Forschungsreisende machten sich auf die Suche nach der Quelle des Mississippi, wie Zebulon Pike, der im Dezember 1805 auf Expedition ging. Er vermutete fälschlicherweise im Lake Leech die Quelle. Und der italienische Forschungsreisende Giacomo Beltrami ging bei seiner Expedition von 1823 davon aus, dass der Lake Julia dessen Quelle sei. Erst 1832 gelang dem amerikanischen Entdecker und Ethnologen Henry Rowe Schoolcraft die Entdeckung des Itascasees als Quellsee des Stromes. Er benannte ihn nach den lateinischen Wörtern „veritas“ und „caput“ als den „wahren Kopf“ des Flusses. Hierfür verwendete er den mittleren Teil der beiden Wörter als Kunstwort „Itasca“.

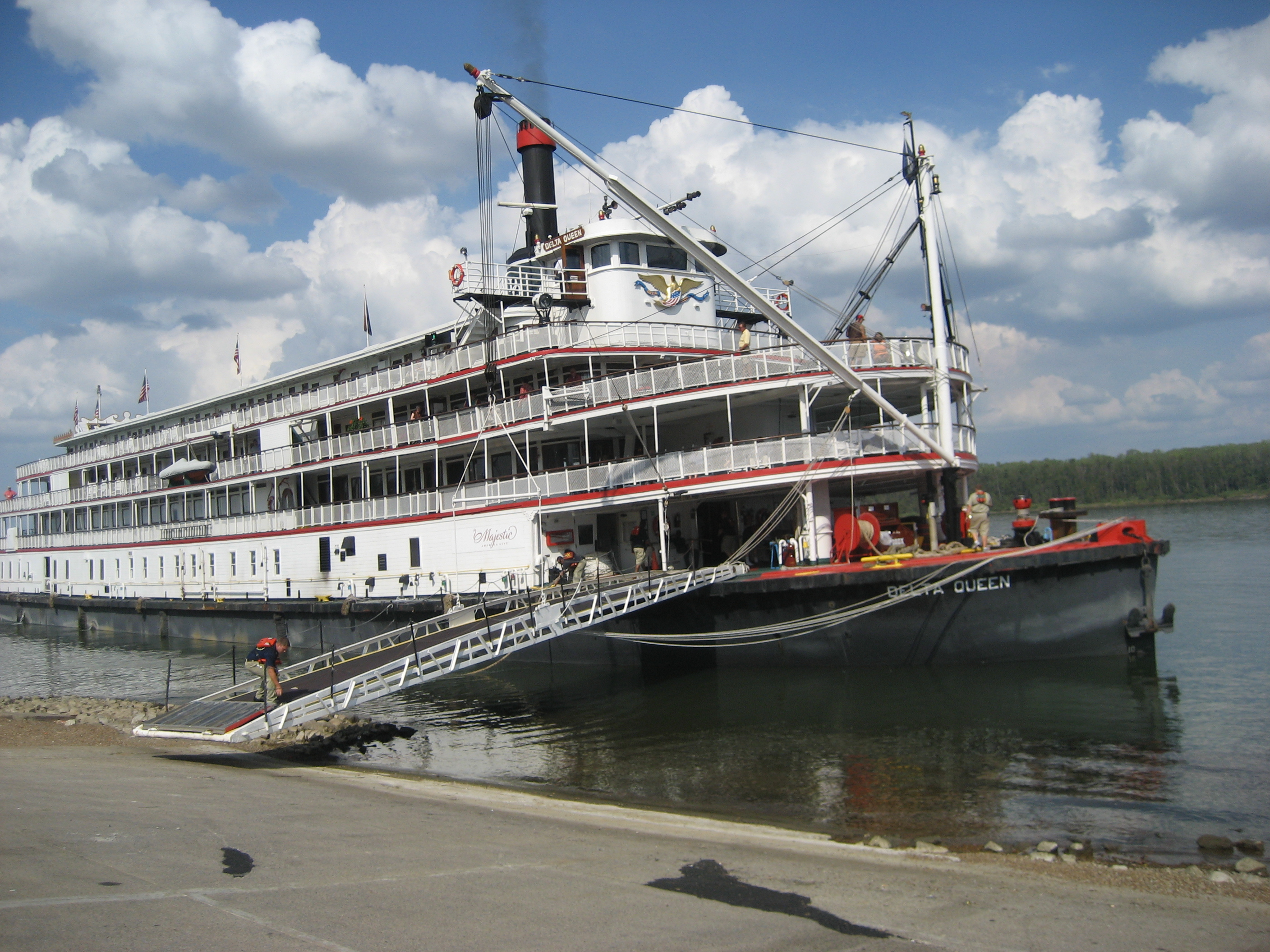
Raddampfer Delta Queen in Paducah, Kentucky (2007)

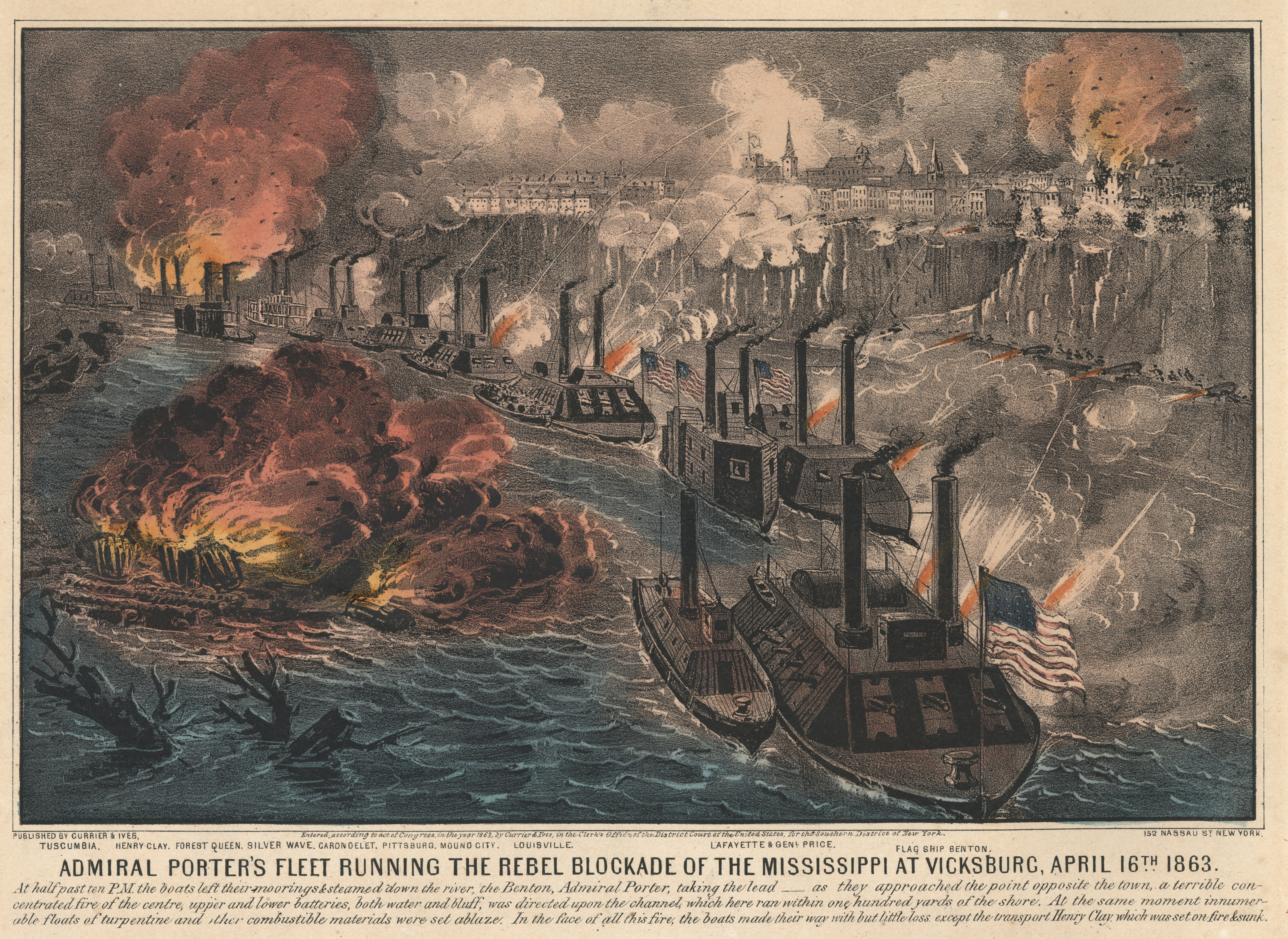
Lithographie zum Angriff der Unionsflotte auf die Stellungen der Konföderierten bei Vicksburg am 16. April 1863

### Ära der Dampfschifffahrt
In den 1810er Jahren begann auf dem Mississippi die Ära der Dampfschifffahrt, die es erlaubte, große Mengen an Fracht oder Passagieren auf dem Fluss fortzubewegen. Ab 1812 fuhr der erste Schaufelraddampfer, Robert Fultons New Orleans, im Linienverkehr zwischen New Orleans und Natchez. Bis 1817 waren es bereits 17 dampfgetriebene Fahrzeuge auf dem Fluss geworden, Ende 1818 bereits 31; 1820 waren es 69 Schiffe, bis 1836 war die Zahl auf 381 gestiegen und bis 1850 auf 740 Dampfschiffe. Die meisten Schiffe verkehrten zwischen New Orleans und Louisville. Mit den Dampfschiffen wurde vor allem Baumwolle nach New Orleans transportiert, von wo aus sie nach Europa verschifft wurde.
Der Mississippi entwickelte sich zur wirtschaftlichen Lebensader des mittleren Westens und lockte viele Siedler in die Region. St. Louis wurde zu einem bedeutenden Knotenpunkt, da hier einerseits wichtige Siedlerrouten gen Westen ihren Ausgangspunkt hatten (California Trail, Oregon Trail) und andererseits der Fluss nördlich der Stadt für die großen Schiffe nicht mehr befahrbar war. Memphis und New Orleans entwickelten sich nicht nur zu bedeutenden Wirtschaftsstandorten, sondern auch zu bedeutenden Zentren des amerikanischen Sklavenhandels. Die ca. 100 Jahre andauernde Epoche der kommerziellen Dampfschifffahrt ist auch heute noch im Gedächtnis der Region verankert, im Besonderen durch die Werke des Schriftstellers Mark Twain.
Im Amerikanischen Bürgerkrieg wurde die Kontrolle des Flusses zu einem wichtigen strategischen Ziel beider Parteien. Die Konföderierten blockierten den Zugang des Mississippi vom Meer aus und konnten aus den Teilstaaten westlich des Flusses Nachschub bereitstellen. Der Sieg der Union in der Schlacht um Vicksburg 1863 beendete dies und stellte einen wesentlichen Schritt zur Niederschlagung der Konföderierten dar.

### Jüngste Geschichte
Im Frühjahr 1927 verursachte der Fluss die bis heute größte Flutkatastrophe in den Vereinigten Staaten, als im Unterlauf ca. 70.000 km² Land bis zu 9 Meter hoch überschwemmt wurden und 700.000 Menschen evakuiert werden mussten, siehe Mississippiflut 1927. Dies war einer der Faktoren, die die Great Migration der Afroamerikaner zwischen 1915 und 1930 förderten. Ein weiteres Jahrhunderthochwasser ereignete sich 1993, hierbei wurden ca. 80.000 km² Land überflutet. Zu den stärksten Überschwemmungen seit 1927 kam es nach der jährlichen Schneeschmelze und anschließend anhaltend starken Regenfällen ab Mitte April 2011 während der Flut im Mai 2011.

## Wirtschaft, Schifffahrt und Ökologie heute

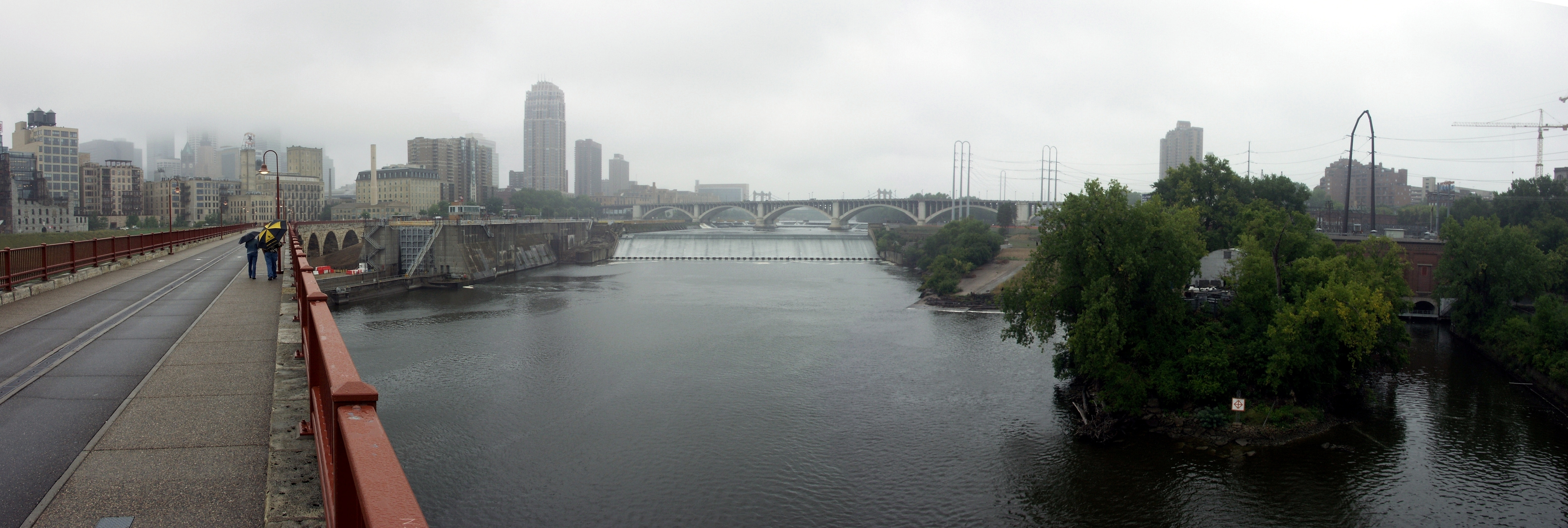
Der Mississippi bei Minneapolis

Entlang des Flusses liegen die größten Landwirtschaftszonen der USA; die Hälfte aller US-Farmen sind im Mississippi River Basin von Illinois angesiedelt. Der Düngereintrag der konventionellen Landwirtschaft erzeugt erhebliche Schadstoff-Frachten, die zu Eutrophierung und Hypoxie im Mississippidelta führen. Wegen der Auswirkungen wird das betroffene Wassergebiet im Golf von Mexiko als Dead Zone bezeichnet. Im Oktober 2002 wurden Wasserqualitätsstandards für den gesamten Fluss eingeführt, die durch die EPA überwacht werden.

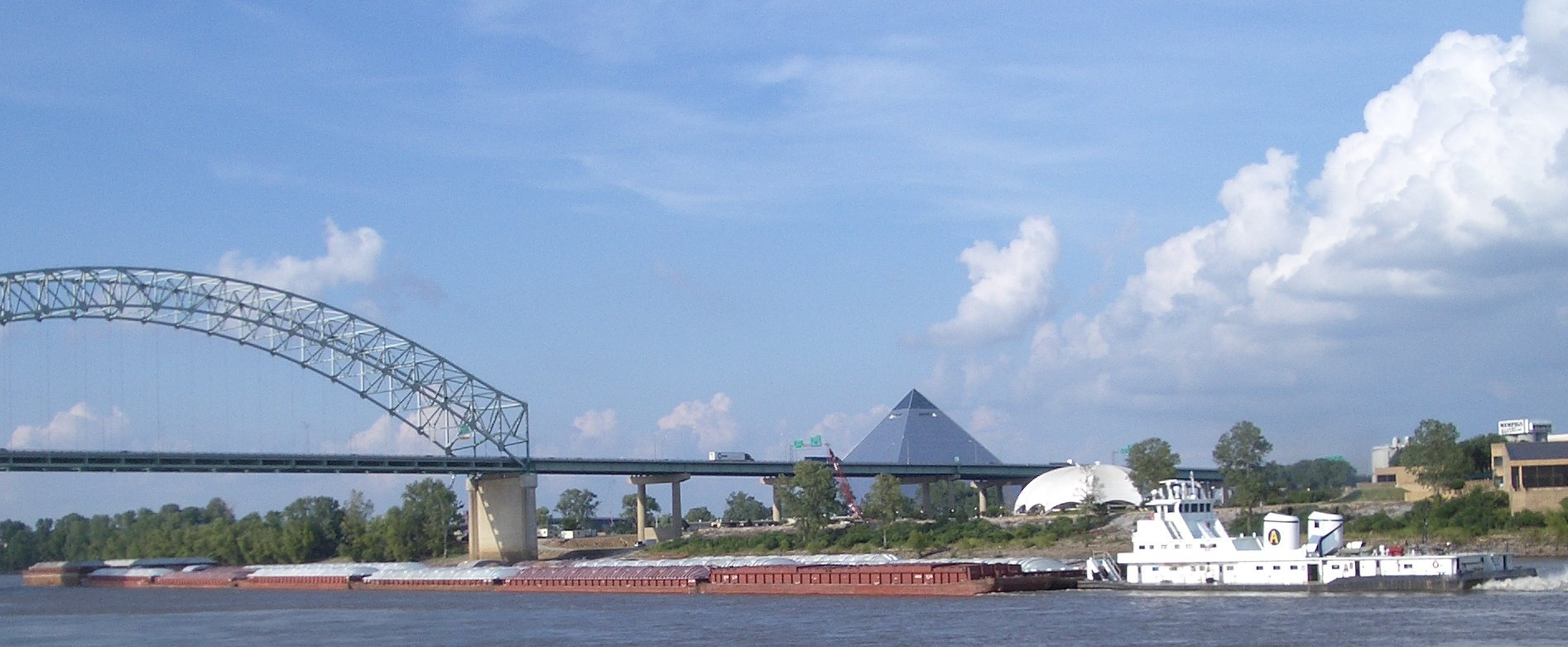
Schubverband bei Memphis, Tennessee

Der Mississippi ist ein wichtiger Transportweg. Auf dem Fluss verkehren heute Schubverbände, von denen einige zu den weltweit größten zählen Normal sind Schubverbände mit 40 Leichtern. Auf dem gestauten oberen Abschnitt des Mississippi sind nur noch 15 Leichter erlaubt. Die Schubleichter auf dem Mississippi haben eine Tragfähigkeit von jeweils 1500 Tonnen, so dass die größten Schubverbände auf eine Tragkraft von über 100.000 Tonnen kommen.
Baton Rouge ist der am weitesten im Landesinneren gelegene Hochseehafen am Mississippi. Das United States Army Corps of Engineers hält eine 13,7 m tiefe Fahrrinne von der etwa 400 km flussabwärts gelegenen Mündung des Southwest Pass bis zur alten Huey P. Long Bridge in Baton Rouge frei.
Auf Grund der hohen Dichte an Unternehmen der chemischen Industrie am Mississippi flussabwärts von Baton Rouge wird der Flussabschnitt zwischen Baton Rouge und New Orleans im Hinblick auf eine hiermit in Verbindung gebrachte erhöhte Krebssterblichkeit auch Cancer Alley („Krebsgasse“) genannt.

## Rundfunkstationen
1923 wurde von der FCC die Mississippi-Regelung getroffen, nach der in den USA Rundfunkstationen westlich des Flusses ein Rufzeichen beginnend mit "K" zugeteilt bekommen und östlich davon eines mit "W". Manche ältere Rufzeichen blieben jedoch erhalten.

## Superlative
- "Im Großraum des Mississippibeckens gibt es mehr schiffbare Flußkilometer als im Rest der Welt zusammen." (Zitat aus Tim Marshalls "Die Macht der Geographie", dtv-Verlag, 2016, S. 80)
- "Nirgendwo sonst gibt es so viele Flüsse, die nicht im Hochland entspringen und deren Wasser über so weite Entfernungen ruhig bis zum Meer fließen." (Zitat ebenda)

## Benennungen
Der Bundesstaat Mississippi, das Mississippi County in Arkansas, das Mississippi County in Missouri und das Erdzeitalter Mississippium sind nach dem Fluss benannt.

## Dokumentarfilme
- Ol' Man River – Mächtiger Mississippi. Dokumentarfilm, Österreich, 2007, 91:20 Min., Buch und Regie: Michael Schlamberger und Steve Nicholls, Produktion: Science Vision, ORF, arte, ZDF, Erstsendung: 26. April 2007 bei ORF, Inhaltsangabe von 3sat.
- Am Mississippi. Dokumentarfilmreihe in drei Teilen: 1. Der tiefe Süden, 2. Blues und Baumwollfelder, 3. Von Elvis zu Mark Twain. Deutschland, 2010, ca. je 43:30 Min., Buch und Regie: Peter Adler, Produktion: Peter Adler Reportage + Dokumentation, ZDF, arte, Erstsendung: 4. – 6. August 2010 bei arte, Inhaltsangaben mit Szenenbildern von Peter Adler, online-Video von Teil 1.
- Mississippi. (OT: Wild Mississippi.) Dokumentarfilmreihe in drei bzw. zwei Teilen: Teil 1: Mississippi – Der wilde Norden, Teil 2: Mississippi – Die große Flut. (OT: 1. Deep Freeze, 2. Raging Waters, 3. Delta Blues.) USA, 2013, ca. je 43:30 Min., Buch und Regie: Brian Armstrong, Produktion: Red Rock Films, National Geographic Channel, deutsche Redaktion: Abenteuer Erde, deutsche Erstsendungen: 5. und 12. April 2016 bei WDR, Inhaltsangabe des 1. Teils und 2. Teils von WDR, Überblick von National Geographic (englisch).
 Der Zweiteiler in Deutsch zeigt hauptsächlich die unterschiedliche Tierwelt entlang des gesamten Flusslaufes, zeigt dabei aber auch die außergewöhnlichen Lebensbedingungen während der großen Überflutungen im Mai 2011.